# Friedrich Peyer im Hof

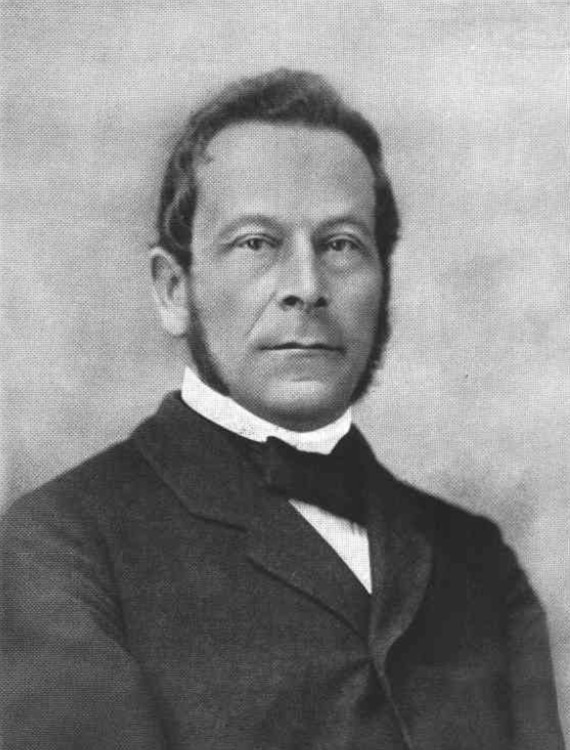
Friedrich Peyer im Hof

Friedrich Peyer im Hof (* 18. Juni 1817 in Schaffhausen; † 18. Mai 1900 in Zürich) war ein Schweizer Politiker und Industrieller. Von 1848 bis 1854 sowie von 1857 bis 1875 gehörte er dem Nationalrat an (1860 als Nationalratspräsident). Er förderte den Eisenbahnbau in der Region Schaffhausen und war 1853 Mitgründer der Waggonfabrik Neuhausen, der späteren Schweizerischen Industrie-Gesellschaft (SIG). Zwei Jahrzehnte lang gehörte er dem Direktorium der Schweizerischen Nordostbahn an (von 1872 bis 1877 als Präsident) und prägte so die Entwicklung des Schweizer Eisenbahnwesens entscheidend mit.

## Biografie
Der Sohn eines Tuchhändlers aus einem alteingesessenen Schaffhauser Bürgergeschlecht besuchte das Gymnasium Schaffhausen. Aufgrund der angespannten finanziellen Situation seiner Familie musste Peyer seine gymnasiale Bildung abbrechen und stattdessen eine kaufmännische Lehre in Genf absolvieren. Ab 1836 sammelte er Erfahrungen bei verschiedenen deutschen Tuchfabriken, bevor er 1838 das elterliche Geschäft übernahm. 1839 trat er politisch erstmals in Erscheinung, als er in einer Volksversammlung leidenschaftlich die Vorzüge der Eisenbahn schilderte und seine Mitbürger aufforderte, eine Anbindung an das neue Verkehrsmittel anzustreben. Um dieses Ziel zu erreichen, initiierte er 1842 die Gründung des Schaffhauser Eisenbahnvereins.
1843 wurde Peyer erstmals in den Grossen Rat des Kantons Schaffhausen gewählt. Diesem gehörte er zunächst bis 1845 an. Im Auftrag der Kantonsregierung reiste er 1846 nach London, um britische Banken für die Finanzierung einer Rheintalbahn zwischen Basel und dem Bodensee zu interessieren. Seine Mission blieb zunächst ohne Ergebnis, weil das Grossherzogtum Baden den Bau der Strecke oberhalb Basels hinausschob. Von 1845 bis 1854 sass Peyer im kantonalen Erziehungsrat, 1847/48 im Grossen Stadtrat der Stadt Schaffhausen (Legislative). Im Kantonsparlament war er wieder von 1851 bis 1869 sowie von 1871 bis 1875 vertreten; insgesamt stand er diesem sechs Mal vor.
Im Oktober 1848 wurde Peyer bei den ersten Schweizer Parlamentswahlen in den Nationalrat gewählt. Zusammen mit Alfred Escher reichte er im Dezember 1849 eine Motion ein, die den Bundesrat dazu aufforderte, ein Eisenbahnnetz für die Schweiz zu planen. Ein daraufhin von Robert Stephenson erstelltes Gutachten empfahl unter anderem eine Zweigstrecke zwischen Winterthur und Schaffhausen, für die sich Peyer energisch einsetzte. Er befürwortete Bau und Betrieb von Eisenbahnen durch den Staat, die Bundesversammlung folgte bei der Beratung des Eisenbahngesetzes jedoch Escher und überliess diese Aufgabe 1852 privaten Gesellschaften. Als Vertreter der Schaffhauser Kantonsregierung unterzeichnete Peyer im selben Jahr einen Staatsvertrag zwischen dem Grossherzogtum Baden sowie den Kantonen Schaffhausen und Basel-Stadt zum Bau der Hochrheinbahn (als Fortsetzung der Badischen Hauptbahn).
1851 war Peyer Mitgründer der Dampfboot-AG für Bodensee und Rhein. Am 17. Januar 1853 gründete er zusammen mit seinem Schwager Johann Conrad Neher und Heinrich Moser die Schweizerische Waggons-Fabrik. Das Unternehmen mit Sitz in Neuhausen am Rheinfall erwies sich als äusserst erfolgreich und firmierte ab 1862 unter der Bezeichnung Schweizerische Industrie-Gesellschaft (SIG). Trotz seiner Verdienste gelang Peyer bei den Nationalratswahlen 1854 die Wiederwahl nicht. Drei Jahre später zog er jedoch wieder in den Nationalrat ein, dem er ununterbrochen bis 1875 angehörte und den er 1860 präsidierte.
Im Jahr 1853 gehörte Peyer zu den Mitinitianten der Rheinfallbahn nach Winterthur, die noch vor ihrer Inbetriebnahme im Jahr 1857 mit der Nordostbahn (NOB) fusionierte (von der Fusion war auch die Dampfboot-AG betroffen). Die nächsten zwei Jahre war Peyer als Direktor der NOB tätig. Ein weiterer Höhepunkt war 1863 die Eröffnung der von ihm wesentlich vorangetriebenen Hochrheinbahn; zu diesem Anlass empfing er den badischen Grossherzog Friedrich. Peyer entfaltete verschiedene andere Aktivitäten: 1848 gründete er den Kunstverein Schaffhausen, 1862 die Bank in Schaffhausen und 1873 die Handelsbank Schaffhausen. Darüber hinaus sass er von 1856 bis 1868 im Verwaltungsrat der Schweizerischen Kreditanstalt und von 1858 bis 1867 im Verwaltungsrat der Rentenanstalt.
Als geschäftsführendes Verwaltungsratsmitglied der SIG holte er 1864 Johann Friedrich Vetterli, den späteren Erfinder des Vetterligewehrs, in die Firma und handelte ab den 1860er Jahren Beteiligungen an Waggonfabriken in Ungarn aus, daneben tätigte er dort weitere riskante Unternehmensgründungen. Im Januar 1872 trat er Alfred Eschers Nachfolge als Direktionspräsident der NOB an und verlegte seinen Wohnort nach Zürich. Aus diesem Grund gab er seine politischen Ämter im Kanton Schaffhausen auf und trat 1875 als Nationalrat zurück. Das Schweizer Eisenbahnwesen schlitterte in den 1870er Jahren in eine schwere Krise, verursacht durch die allgemeine Gründerkrise und den Zusammenbruch der Schweizerischen Nationalbahn. 1877 musste Peyer als NOB-Direktionspräsident zurücktreten, 1880 ruinierte ihn der Konkurs der Schweizerisch-Ungarischen Soda- und Chemikalienfabrik. Danach lebte er zurückgezogen und in bescheidenen Verhältnissen in Zürich.